# ديتر هيلدبراندت
ديتر هيلدبراندت (بالألمانية: Dieter Hildebrandt)‏ هو فنان ملاهي ‏ وكاتب سيناريو وكاتب وممثل ألماني، ولد في 23 مايو 1927 في بولندا، وتوفي في 20 نوفمبر 2013 بميونخ في ألمانيا بسبب سرطان البروستاتا. من الجوائز التي نالها جائزة إرنست هوفيريتشر ‏ سنة 1979 وجائزة الشاعرة البافارية ‏ سنة 2006.

## جوائز
- جائزة إرنست هوفيريتشر [الإنجليزية]‏ (1979)
- جائزة الشاعرة البافارية [الإنجليزية]‏ (2006)

## وصلات خارجية
- ديتر هيلدبراندت على موقع IMDb (الإنجليزية)
- ديتر هيلدبراندت على موقع مونزينجر (الألمانية)
- ديتر هيلدبراندت على موقع ألو سيني (الفرنسية)
- ديتر هيلدبراندت على موقع ميوزك برينز (الإنجليزية)
- ديتر هيلدبراندت على موقع أول موفي (الإنجليزية)
- ديتر هيلدبراندت على موقع قاعدة بيانات الأفلام السويدية (السويدية)
- ديتر هيلدبراندت على موقع ديسكوغز (الإنجليزية)
- ديتر هيلدبراندت على موقع قاعدة بيانات الفيلم (الإنجليزية)
- ديتر هيلدبراندت على موقع كينوبويسك (الروسية)